# 死亡網絡
《死亡網絡》（英語：Deathnet.com），是一部2000年上映的香港驚慄電影，由吳耀權導演，任達華、林家棟等主演。

## 故事大綱
警員陳志德在一次收到上頭的接報要追犯，但他上天台時遇見曹艾琳在為自己撒上火水，她沒有說為什麼，只是說了想自殺，說完之后便點下火機燒死自己。這件事后，德覺得很后悔當時沒有阻止曹艾琳自殺，他為了不讓自己后悔於這件事，所以和拍擋琪琪找出兇手。不久后，德和琪琪查出曹艾琳生前時常上網，並發現近年的自殺案的死者也習慣上網，並在追查之下發現他們通會上一個網站“死亡網頁”，他們也有向一個名為死神的用者通話。
琪琪決定以身試伏，向那名為“死神”的用者通話，那名“死神”的用者居然向琪琪提出約出來見面，琪琪立即答應，但出現是個光頭，但那名光頭表示自己不是真正的“死神”，只是為了泡妞。不久，真正的“死神”來了找琪琪，他也是約琪琪提出約出來見面，琪琪也立即答應，但是，現身的死神卻是...

## 角色
| 演員   | 角色   | 粵語配音 | 備註 |
| 任達華 | 陳志德 | 任達華   | 警員 葉警官之下屬 目睹曹艾琳自殺 性格古道熱腸 在曹艾琳自殺案后開始發惡夢，後需要找心理醫生輔導 最後得知葉警官為案件的兇手後目睹其自殺                                |
| 林家棟 | 葉警官 | 林家棟   | 本片終極大反派 警官 陳志德之上司 創作死亡網頁並以死神的名義來鼓勵別人自殺 性格變態，喜歡鼓勵別人自殺 鼓勵曹艾琳自殺 最後向陳志德說出自己為害死曹艾琳之兇手后開槍自殺 |
| 孫耀威 | 曹先生 | 羅偉傑   | 曹艾琳之夫 質疑警方的實力 |
| 湯盈盈 | 曹艾琳 |          | 案件死者 曹先生之妻 被葉警官以死神的名義來鼓勵自己自殺，所以在陳志德的目睹下自焚身亡                                                                                 |
| 梁家仁 | 警察   | 楊捷康   | 高級警察 葉警官之下屬 陳志德之上司 |
| 李國麟 | 黃醫生 | 葉振聲   | 心理醫生 替陳志德進行心理輔導 |
| 陳蕙明 | 琪琪   |          | 警察 葉警官之下屬 陳志德之同事，暗戀其很久 后以身試伏時被葉警官發現，被其推下樓滅口                                                                                  |
| 羅蘭   | 琪母   | 羅蘭     | 琪琪之母 患有腦退化 |
| 羅樹琪 | 琪父   |          | 琪琪之父 |
| 吳瑞庭 | 警察   | 李家輝   | 警察 因欠債而打算自殺時被陳志德阻止 |
| 海俊傑 | 死神   | 潘文柏   | 冒充死亡網頁裏的“死神” 后打算強暴琪琪時被陳志德，后向其解釋自己不是“死神”，而是為了泡妞                                                                              |

## 外部連結
- 香港影庫上《死亡網絡》的資料（繁體中文）
- 豆瓣电影上《死亡網絡》的資料 （简体中文）
- 互联网电影数据库（IMDb）上《死亡網絡》的资料（英文）